# Denis Mathen
Denis Mathen (né le 27 octobre 1965) est un homme politique belge de langue française, membre du MR et actuel gouverneur de la province de Namur.
Il est le petit-fils du poète d'expression wallonne Victor Binot. À l'occasion du centenaire du cercle littéraire dialectal Lès Rèlîs Namurwès, dont faisait partie son grand-père, Denis Mathen y est reçu membre d'honneur le 6 février 2009.
Il est licencié en droit et attaché-juriste au Service public de Wallonie (anciennement Ministère de la Région wallonne).
Denis Mathen entre en fonction le 8 janvier 2007 comme gouverneur de la Province de Namur. 
Le 10 février 2017, Denis Mathen reçoit la légion d'honneur.

## Mandats politique
- 1995 - 2000 : Conseiller communal de la ville de Namur
- 2000 - 2001 : Conseiller provincial de Namur
- 2001 - 2006 : Échevin des Finances, du Personnel et de l'Informatique de la ville de Namur
- 2004 - 2006 : Député wallon et de la Communauté française
- 2007 - auj.     : Gouverneur de la province de Namur